# Suaeda patagonica
Suaeda patagonica är en amarantväxtart som beskrevs av Carlos Luis Spegazzini. Suaeda patagonica ingår i släktet saltörter, och familjen amarantväxter. Inga underarter finns listade i Catalogue of Life.